# NGC 1092
NGC 1092 је елиптична галаксија у сазвежђу Еридан која се налази на NGC листи објеката дубоког неба.
Деклинација објекта је - 17° 32' 33" а ректасцензија 2h 45m 29,5s. Привидна величина (магнитуда) објекта NGC 1092 износи 14,0 а фотографска магнитуда 15,0. NGC 1092 је још познат и под ознакама ESO 546-17, MCG -3-8-14, HCG 21D, NPM1G -17.0107, PGC 10432.